# Duke of Leinster

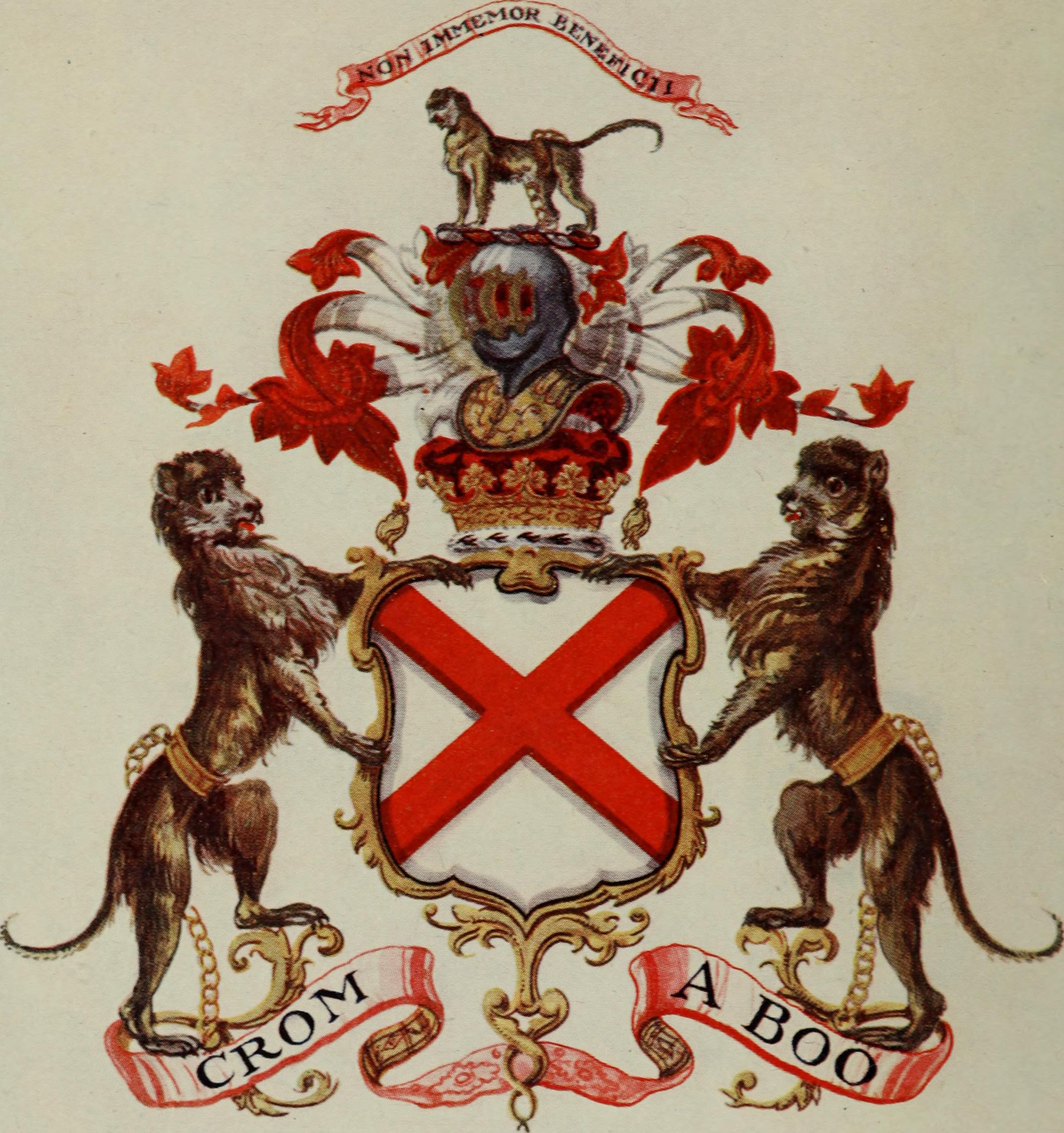
Wappen des Duke of Leinster (zweiter Verleihung)

Duke of Leinster ist ein erblicher britischer Adelstitel in der Peerage of Ireland. Er bezieht sich auf die irische Provinz Leinster. Der Titel wurde zweimal geschaffen, 1691 und 1766.

## Verleihungen und nachgeordnete Titel

### Erste Verleihung: Schomberg

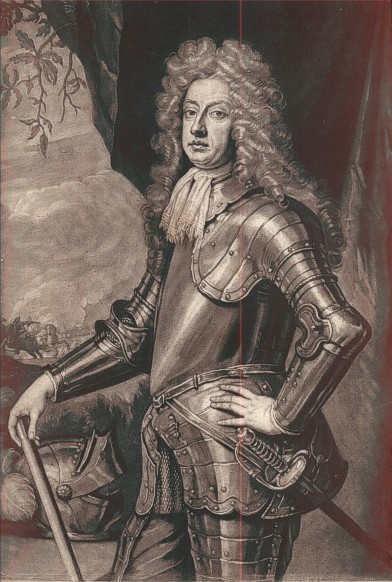
Meinhard Schomberg, 1. Duke of Leinster

In erster Verleihung wurde der Titel am 30. Juni 1691 von König Wilhelm III. für seinen aus Deutschland stammenden Heerführer Meinhard von Schomberg in Anerkennung seiner Leistungen in der Schlacht am Boyne geschaffen. Zusammen mit dem Dukedom wurden ihm, ebenfalls in der Peerage of Ireland, die nachgeordneten Titel Earl of Bangor und Baron Tara verliehen. Schomberg, der dem rheinischen Adelsgeschlecht Schönburg auf Wesel entstammte, wurde wenig später auch zum Oberbefehlshaber der britischen Armee ernannt.
Er hatte bereits 1690 von seinem Vater Friedrich von Schomberg den portugiesischen Grafentitel Conde de Mértola geerbt, der diesem 1663 verliehen worden war. Zudem beerbte er 1693 seinen Bruder Karl von Schomberg als 3. Duke of Schomberg, 3. Marquess of Harwich, 3. Earl of Brentford und 3. Baron Teyes. Diese Titel waren 1689 in der Peerage of England seinem Vater verliehen worden.
Als Meinhardt von Schomberg am 5. Juli 1719 starb, war sein einziger Sohn bereits gestorben. Daher erloschen das Dukedom Leinster und alle seine irischen und englischen Titel bei seinem Tod. Der Titel Conde de Mértola war auch in weiblicher Linie vererbbar und fiel an seine Tochter Frederica von Schomberg, die Gattin des Robert Darcy, 3. Earl of Holderness.

### Zweite Verleihung: FitzGerald

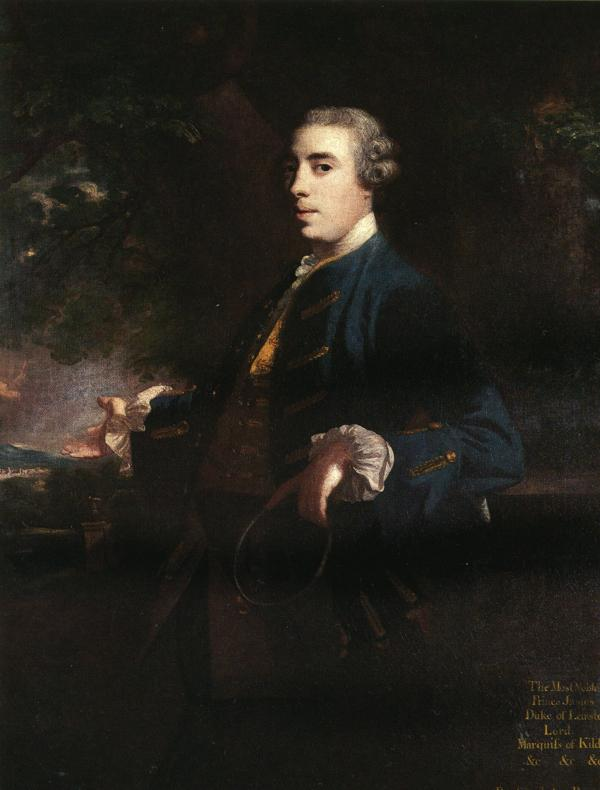
James FitzGerald, 1. Duke of Leinster

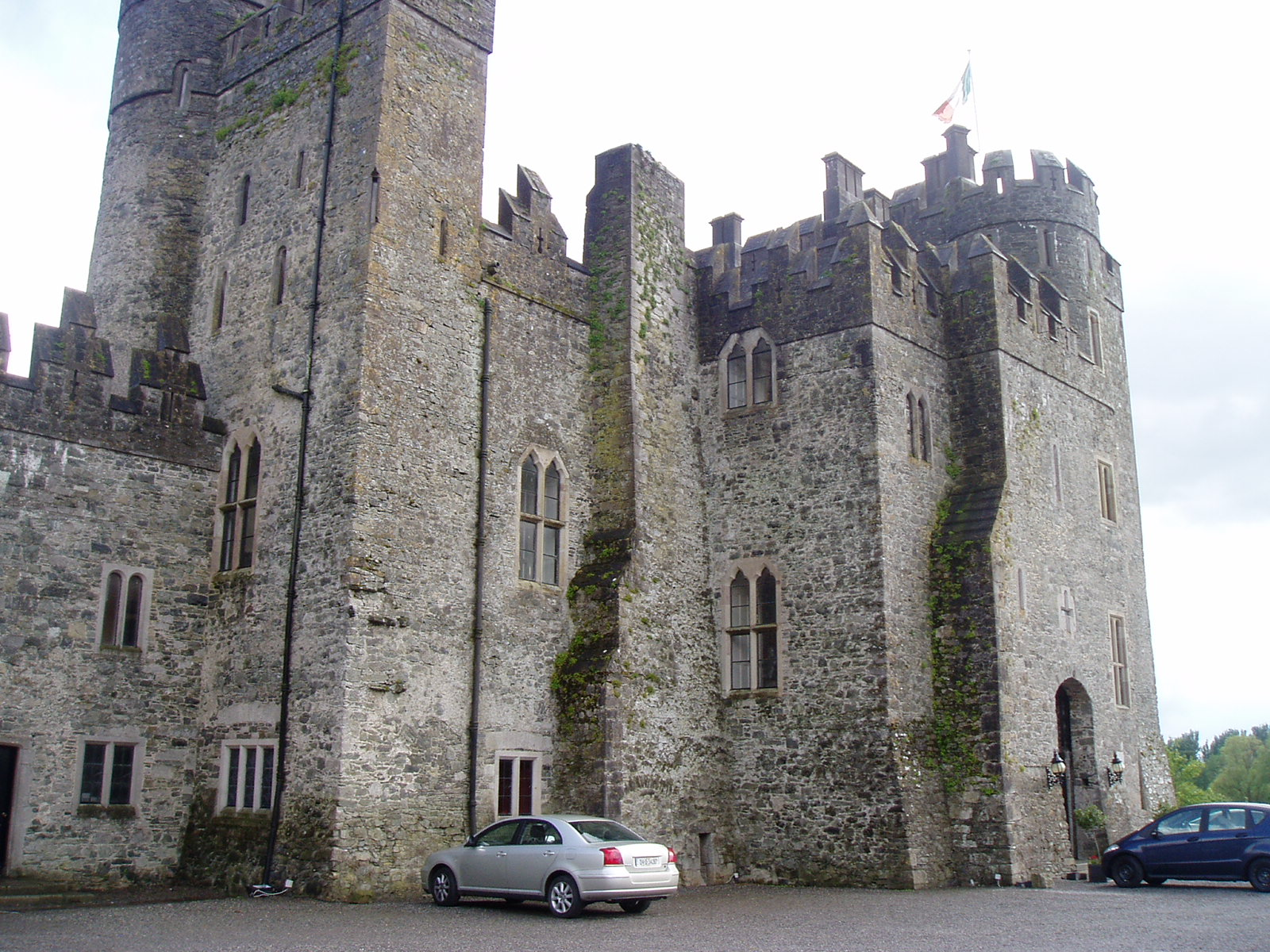
Kilkea Castle

In zweiter Verleihung wurde der Titel am 26. November 1766 für den irischen General James FitzGerald, 1. Marquess of Kildare geschaffen. Bereits am 21. Februar 1747 war er zum Viscount Leinster, of Taplow in the County of Buckingham in der Peerage of Great Britain sowie am 3. März 1761 in der Peerage of Ireland zum Marquess of Kildare und Earl of Offaly erhoben worden. Von seinem Vater hatte er bereits 1744 die irischen Titel Earl of Kildare (1316) und Baron Offaly (1620) geerbt. Der Titel Marquess of Kildare wird als Höflichkeitstitel vom Titelerben (Heir apparent) geführt.
Dessen Urenkel, dem 4. Duke, wurde 1870 zudem der Titel Baron Kildare, of Kildare in the County of Kildare in der Peerage of the United Kingdom verliehen. Heutiger Titelinhaber ist dessen Ur-Urenkel Maurice FitzGerald als 9. Duke.
Stammsitz der Familie FitzGerald war seit dem 13. Jahrhundert bis Anfang der 1960er Jahre Kilkea Castle in Castledermot im irischen County Kildare.

## Liste der Dukes of Leinster

### Duke of Leinster, erste Verleihung (1691)
- Meinhardt Schomberg, 1. Duke of Leinster (1641–1719) Titel erloschen

### Dukes of Leinster, zweite Verleihung (1766)
- James FitzGerald, 1. Duke of Leinster (1722–1773)
- William FitzGerald, 2. Duke of Leinster (1749–1804)
- Augustus FitzGerald, 3. Duke of Leinster (1791–1874)
- Charles FitzGerald, 4. Duke of Leinster (1819–1887)
- Gerald FitzGerald, 5. Duke of Leinster (1851–1893)
- Maurice FitzGerald, 6. Duke of Leinster (1887–1922)
- Edward FitzGerald, 7. Duke of Leinster (1892–1976)
- Gerald FitzGerald, 8. Duke of Leinster (1914–2004)
- Maurice FitzGerald, 9. Duke of Leinster (* 1948)

Mutmaßlicher Titelerbe (Heir Presumptive) ist der Neffe des derzeitigen Dukes, Edward FitzGerald (* 1988).